# Province de Phang Nga
Pour les articles homonymes, voir Nga.
Phang Nga (en thaï : พังงา) est une des provinces méridionales (changwat) de la Thaïlande sur les berges de la mer d'Andaman.
Les provinces voisines sont (à partir du nord, dans le sens horaire) Ranong, Surat Thani et Krabi. Au sud, se trouve la province de Phuket, bien que cette province n'ait aucun lien terrestre autre que le pont Sarasin.

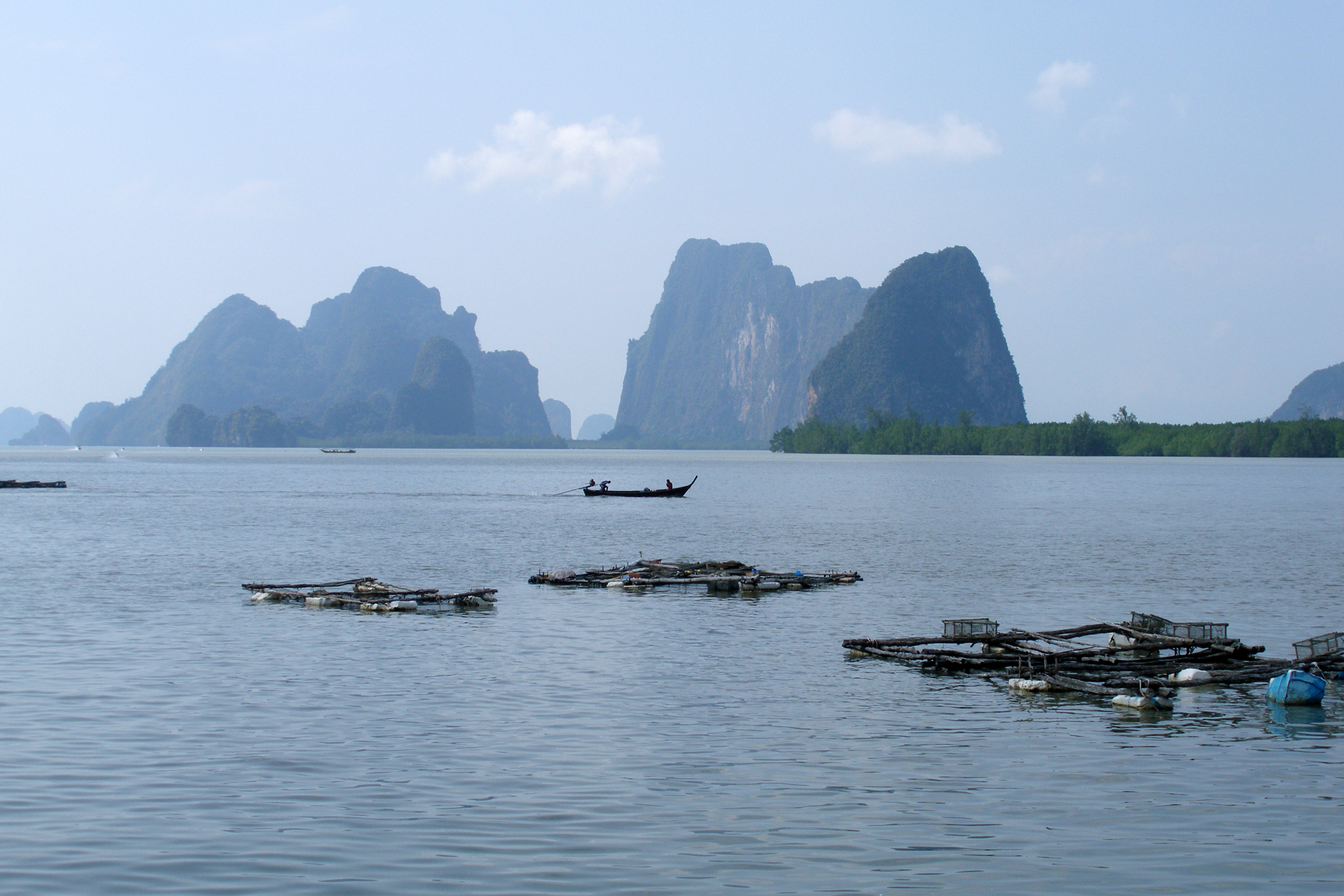
Phang Nga est une baie peu profonde avec plus de 100 îles

## Géographie
La province est située du côté ouest de la péninsule Malaise, et inclut plusieurs îles dans la baie de Phang Nga, dans la mer d’Andaman.
L’île la plus célèbre de la baie de Phang Nga est « l'île de James Bond », de son vrai nom Khao Phing Kan et son îlot Ko Tapu (île de la montagne en forme de clou, en l’anglais « Nail Mountain island »). Cette île calcaire en forme d’aiguille a été rendue célèbre par son apparition dans le film de James Bond L'Homme au pistolet d'or (The Man with the Golden Gun). 
Le Parc National de la baie de Phang Nga (Parc national d'Ao Phang Nga, อ่าว (Ao) en thaï se traduisant par "baie") a été créé en 1981 pour protéger ces îles.

## Histoire
Au XVIIIe siècle, il y avait trois cités de statuts comparables, Takua Pa, Takuathung et Phang Nga. La cité de Phang Nga a été probablement créée en 1809 sous le règne du Roi Rama II, pendant une des guerres avec la Birmanie voisine. La cité de Thaland sur l’île de Phuket ayant été rasée, les citoyens reçurent l’ordre de se réimplanter dans la cité de Phang Nga.

Dans le but de renforcer la défense stratégique de cette région, en 1840 Phang Nga est devenu une province et Takua Thung a été réduite au rang de district. En 1931, Takua Pa a été incorporée à la province de Phang Nga. 
Le 26 décembre 2004, la province de Phang Nga a été grandement touchée par le tsunami de l'océan Indien créé par le séisme de Sumatra, magnitude 9,0. Cette province a été le plus touchée de Thaïlande avec des milliers de victimes dont le petit-fils du Roi Bhumibol, Bhumi Jensen.

## Symboles
Le sceau de la province présente les montagnes Phu Khao Chang à l’arrière-plan et la mairie à l’avant-plan. Aussi représenté à l’avant-plan, une drague qui représente l’industrie minière de l’étain.
L’arbre représentant la province est le cinnamomum porrectum et la fleur l’anaxagorea javanica.

## Divisions administratives
Phang Nga est divisé en 8 districts (Amphoe), qui sont subdivisés en 48 communes (tambon) et 314 villages (muban).
| 1. Mueang Phangnga 2. Ko Yao 3. Kapong 4. Takua Thung | 1. Takua Pa 2. Khura Buri 3. Thap Put 4. Thai Mueang |